# His morning promenade

His morning promenade est un single publié en 2005 par le groupe d'electro suédois Slagsmålsklubben sur le label Beat That !. 

## Liste des morceaux
1. His Morning Promenade  3:54
2. Fixa Halvljuset 3:51
3. En Förlägen Sipp Ur Den Härliga Skålen 4:08
4. His Morning Promenade (Bauri Remix) 7:06